# キミトサイン
キミトサイン（kimitosain）は、日本のロックバンド。略称は「キミサイ」など。

## 概要・来歴
- 2012年 白石ひでのり（以降、白石）と林大輔（以降、林）が所属していたニッポリヒトが解散後、白石と林を中心に新バンドqusco（現在はバンド名をキミトサインに変更）を結成。
- 2014年12月 白石はひめキュンフルーツ缶 メジャー2ndアルバム「電撃プリンセス」（TKCA-74169）に収録されている「君と描いた未来」を楽曲提供。
- 2017年8月 広山詞葉 主演、山田佳奈監督ショートムービー「今夜新宿で、彼女は」の劇中歌で「消せらセラレル」、「所在不明」が使用された。
- 2017年11月20日吉祥寺WARPで行われたmomentリリースツアーファイナルをもって解散した。

## メンバー
- 白石ひでのり（しらいし - 、1979年1月16日）ボーカル－本名：白石英規（しらいし　ひでのり）愛媛県松山市出身
- 林大輔（はやし だいすけ、1985年11月29日）ギター 千葉県出身
- 植木貴士（うえき たかし、1991年11月26日）ベース 群馬県出身
- 笹田芽衣（ささだ めい、1988年5月27日）キーボード 千葉県出身
- 鶴井啓太（つるい けいた、1990年2月9日）ドラムス 千葉県出身

## ディスコグラフィー

### マキシシングル
1. 蛍光サイレン(BJCD-48)（2015年1月）MAD MAGAZINE RECORDS。
2. 覚醒ミライ(BJCD-50)（2015年9月）MAD MAGAZINE RECORDS。ひめキュンフルーツ缶メジャー6thシングル「覚醒ミライ」（オリコン総合シングルチャート24位）は白石の提供作品で同タイトルコラボレーション。